# A due passi dall'inferno
A due passi dall'inferno (La campana del infierno) è un film del 1973 diretto da Claudio Guerín e ultimato da Juan Antonio Bardem.

## Trama
Juan eredita una cospicua fortuna. La zia Marta e le sue cugine fanno internare il ragazzo per impossessarsi del denaro. Uscito dal manicomio, il giovane si vendicherà.

## Produzione
Fu l'ultima pellicola diretta da Claudio Guerín, morto durante le riprese, in circostanze misteriose. Il lungometraggio venne terminato da Juan Antonio Bardem.
La maggior parte delle scene vennero girate in Galizia.

## Distribuzione
Uscito nelle sale spagnole il primo ottobre del 1973, il film fu presentato in anteprima mondiale al San Sebastian Film Festival. Ottenne scarsi introiti al botteghino.
L'opera venne, in seguito, edita in DVD.

## Accoglienza
Giudicato un cult movie iberico, sui principali siti cinematografici è stato accolto positivamente da critica e pubblico. Per i contenuti espliciti, l'opera è stata considerata un antisegnano del genere torture porn.